# Tyske korstog
|  | Manglende infoboks Nogle af informationerne i denne artikel kunne med fordel samles eller opsummeres i en infoboks, som det anbefales i stilmanualen. |

Det tyske korstog (også kendt som korstoget i 1197 eller Henrik 6.s korstog) var et korstog som kejser Henrik 6. af det tysk-romerske rige bekendtgjorde, efter det mislykkede 3. korstog, det såkaldte "kejserkorstog", der havde været anført af hans far, Frederik Barbarossa. Det tyske korstog mislykkedes totalt, efter Henrik døde af feber (muligvis malaria) i Messina i oktober 1197 og mange af hans generaler rejste tilbage til Tyskland for at værne om deres egne interesser før det næste kejservalg. Det lykkedes de tilbageværende adelige i korstoget at erobre Sidon og Beirut, før de afblæste korstoget og vendte tilbage til Tyskland.